# Цмокі-Мінськ
Цмокі-Мінськ (біл. Цмокі-Мінск, рос. Цмоки-Минск) — білоруський професійний баскетбольний клуб в Мінську, об'єднує три професійні баскетбольні команди (дві чоловічі й одну жіночу). Заснований у 2006 році. До 2012 називався «Мінськ-2006» (біл. Мінск-2006, рос. Минск-2006).

## Назва
За білоруською міфологією, цмоком називали будинкового змія, вужа, який приносив своєму господареві гроші, робив його ниви родючими, а корів — дійними.

## Історія
Ідея створення професійного баскетбольного клубу належить Костянтину Шеревері. 2001 року він створив на базі загальноосвітніх шкіл Мінська проект «Меджік баскет». Робота секцій з баскетболу привернула увагу міської влади й отримала розвиток. 9 березня 2006 року вона знайшла спортивну та юридичну форму: з'явився заснований міськвиконкомом професійний баскетбольний клуб «Мінськ-2006». Проект на рівні з чоловічою командою об'єднував у своїй структурі колектив дублерів, жіночий підрозділ, а також дитячо-юнацьку школу.
14 вересня 2012 року клуб оголосив про ребрендинг-зміну найменування всіх професійних і дитячих команд структури. Це було зроблено з метою залучити додатковий інтерес любителів баскетболу в країні, стати відомим й неповторним спортивним суб'єктом на міжнародній арені. Нове ім'я «Цмокі-Мінськ» відображало духовні та історичні корені, властиві білорусам, при цьому зберігаючи нестандартність, які диктувалися маркетинговою стратегією. У перший же рік після зміни назви команда захопила лідерство за кількістю глядачів на домашніх матчах серед усіх учасників Єдиної ліги ВТБ.

## Молодіжна команда
Молодіжна команда баскетбольного клубу «Цмокі-Мінськ» створена в 2006 році. З 2011 року команда виступає у Вищій лізі чемпіонату Білорусі, ставала бронзовим призером у сезонах 2011/2012 й 2013/2014. Команда виступає в Європейській юнацькій баскетбольній лізі (ЄЮБЛ) для гравців не старше 20 років, стала переможцем цього турніру в сезоні 2014/2015.

## Резервна команда
Резервна команда баскетбольного клубу «Цмокі-Мінськ» створена в 2017 році. У команді виступають білоруські баскетболісти, які є кандидатами в чоловічу збірну Білорусі.
У сезоні 2017/2018 резервна команда вважалась частиною основної, замінювала її в чемпіонаті й Кубку Білорусі (виграла обидва турніри), виступала в Балтійській лізі. Починаючи з сезону 2018/2019 резерв виступає в чемпіонаті Білорусі окремо від основної команди, а також бере участь у другому дивізіоні чемпіонату Литви — Національній баскетбольній лізі. У сезоні 2018/2019 команда завоювала бронзові медалі чемпіонату Білорусі.